# ФК Портсмут
ФК Портсмут (енгл. Portsmouth Football Club) професионални је енглески фудбалски клуб из Портсмута, који тренутно игра у Првој лиги Енглеске‎, трећем рангу такмичења у Енглеској. Клуб је основан 5. априла 1898, а утакмице као домаћин игра на стадиону Фретон парк, који је отворен 1899.
Клуб је познат по надимку Помпеја, што је локални надимак и за град Портсмут и за морнаричку базу Портсмут (HMNB Portsmouth), која је такође повезана са фудбалским клубом. Портсмут је једини професионални фудбалски клуб у Енглеској који се не налази на земљи Уједињеног Краљевства, већ су и клуб и град изграђени на острву Портси.
Портсмут је освојио титулу првака Енглеске два пута, у сезонама 1948/49. и 1949/50. Такође, освојио је ФА куп два пута: 1939. и 2008. по једном Комјунити шилд (1949) и ЕФЛ Куп (2019), док је Лига куп једино велико такмичење у Енглеској које није освојио.
Освојио је титулу првака друге лиге Енглеске у сезони 2002/03. као и три пута титулу првака у трећем рангу такмичења, у сезонама 1923/24, 1961/62. и 1982/83, док је једанпут освојио титулу првака у четвртом рангу такмичења, у сезони 2016/17. Прије приступања Енглеској фудбалској лиги 1920, био је неколико пута првак регионалних лига: фудбалске лиге Југ у сезонама 1901/02. и 1919/20, као и фудбалске лиге Запад у сезонама 1900/01, 1901/02. и 1902/03, што чини Портсмут најуспјешнијим клубом са југа Енглеске, изузев клубова из Лондона.
Након што је као другопласирани у Другој дивизији, изборио пласман у Прву дивизију у сезони 1926/27, постао је први клуб јужно од Лондона који је изборио пласман у Прву дивизију, први ранг такмичења у Енглеској. Други клубови са југа који су изборили пласман у Прву дивизију су Саутемптон 1966, Брајтон 1979, као и Борнмут 2015.
Након пласмана у Прву дивизију 1927, Портсмут је такође постао први професионални фудбалски клуб у Енглеској који је изборио пласман кроз три дивизије: од Треће дивизије, гдје се такмичио од сезоне 1920/21. до сезоне 1923/24, преко Друге дивизије, гдје се такмичио од сезоне 1924/25. до сезоне 1926/27, до Прве дивизије од сезоне 1927/28. У Првој дивизији остао је 32 године, освојивши двије узастопне титуле (1948/49, 1959/50), након чега је испао у Другу дивизију на крају сезоне 1958/59, а у наредним сезонама био је близу банкрота, испао је у Трећу, а затим и у Четврту дивизију. У сезони 1979/80. вратио се у Трећу дивизију.
У сезони 1986/87. завршио је на другом мјесту у Другој дивизији и изборио пласман у Прву дивизију након скоро 30 година. Већ у првој сезони у највишем рангу, због финансијских проблема избачен је у Другу дивизију. У највиши ранг, који је промијенио име у Премијер лига, изборио је пласман у сезони 2002/03, када је освојио титулу у Другој дивизији. У европским такмичењима наступао је само једном, у сезони 2008/09, након што је освојио ФА куп. Такмичио се у Купу УЕФА, гдје је остварио једну побједу у групној фази. У Премијер лиги провео је седам сезона, након чега је, поново због финансијских проблема, у периоду од 2010. до 2013. испао у четврти ранг такмичења.
Клуб је, 10. априла 2013. купила организација Повјерење присталица Помпеја (енгл. Pompey Supporters Trust, PST), спасивши га банкрота. Портсмут је тако постао највећи клуб у Енглеској чији су власници навијачи. Организација је управљала клубом до 3. августа 2017, када га је продала инвестиционој компанији The Tornante Company, чији је власник Мајкл Ајзнер, бивши извршни директор компаније Disney.
У сезони 2016/17. освојио је титулу првака Четвртог ранга такмичења, у последњем колу, поставши тако пети клуб из Енглеске који је освојио сва четири највећа ранга лигашких такмичења, након Вулверхемптона, Барнлија, Престон Норт Енда и Шефилд јунајтеда. Такође, постао је други клуб, након Вулверхемптона, који је освојио титуле у свих пет професионалних рангова лигашких такмичења у Енглеској, укључујући регионалну лигу Југ, гдје је освојио титулу у сезони 1923/24.
У сезони 2019/20, у оквиру Лиге 1, остварио је девет побједа заредом, што је најбољи учинак клуба у историји.

## Успјеси
- Прва дивизија
  - Првак (2): 1949, 1950.
- Друга дивизија / Чемпионшип
  - Првак (1): 2003.
  - Друго мјесто (2): 1927, 1987.
- Друга лига
  - Првак (1): 2016/17.
- ФА куп
  - Освајач (2): 1939, 2008.
  - Финалиста (3): 1929, 1934, 2010.

## Портсмут у европским такмичењима
| Сезона  | Такмичење | Коло    | Противник          | Резултат       |
| ------- | --------- | ------- | ------------------ | -------------- |
| 2008/09 | УЕФА куп  | 1. коло | Виторија Гимараеш  | 2:0, 2:2 (пр.) |
| 2008/09 | УЕФА куп  | Група   | Брага (Гост)       | 0:3            |
| 2008/09 | УЕФА куп  | Група   | Милан (Домаћин)    | 2:2            |
| 2008/09 | УЕФА куп  | Група   | Волфсбург (Гост)   | 2:3            |
| 2008/09 | УЕФА куп  | Група   | Херенвен (Домаћин) | 3:0            |